# Frombork
Frombork (tyska: Frauenburg) är en stad i Ermland-Masuriens vojvodskap i Polen och har cirka 2 500 invånare. I hela kommunen som innefattar staden bor cirka 4 000 personer.
Frombork ligger vid en av södra Östersjöns större vikar, Zalew Wiślany. Det finns en mindre hamn med färjor till havsbadet Krynica Morska. Staden är huvudsakligen känd för sin domkyrka från 1300-talet där Nicolaus Copernicus bearbetade sin teori av en heliocentrisk världsbild.

## Historia
Orten nämns för första gången 1282 som domkapitel. I flera latinska skrifter kallas orten däremot för Varmia då det tillhörande kyrkliga stiftet hette Varmiensis. 1310 blev Frombork en del av hansan men levde alltid i skuggan av den stora hansestaden Braunsberg som ligger i närheten.
1520 erövrade Albrekt av Preussen staden och Nicolaus Copernicus fick tidvis fly till Allenstein. Enligt samtida skrifter begravdes Copernicus i Fromborks domkyrka men graven glömdes snart bort. 2005 utfördes arkeologiska undersökningar i katedralen och ett av de upphittades skeletten motsvarade samtida uppgifter om Copernicus utseende. Med hjälp av gentekniska analyser kom fram att kvarlevorna med 97 procent sannolikhet tillhör Copernicus men vissa forskare kräver ännu tydligare resultat.
Frauenbrug gav sig åt Gustav II Adolf l juli 1626, men vid stilleståndet i Altmark 1629 återlämnades Frauenburgs dom till Polen, under det att Frauenburgs hamn behölls av svenskarna till 1635. Under Karl X Gustavs polska krig besattes Frauenburg återigen av svenskarna 1655, men redan 1656 överlämnades det jämte hela Ermeland till kurfursten av Brandenburg, men den svenska besättningen kvarlåg där ännu någon tid. 1658 besattes Frauenburg av österrikarna. I Frauenburg dog rikskanslern Erik Oxenstierna 23 oktober 1656.
Frauenburg tillföll Preussen vid Polens första delning 1772. Under preussiskt styre tillhörde staden i regeringsområdet Königsberg i Ostpreussen och hade 2 492 invånare 1900.
Efter Tysklands nederlag i andra världskriget 1945 tillföll staden Polen.